# Todd Doherty
Pour les articles homonymes, voir Doherty (homonymie).
Todd Doherty, né en 1968 à Williams Lake, est un entrepreneur, consultant en aéronautique et homme politique canadien. Depuis les élections fédérales de 2015, il est député de la circonscription de Cariboo—Prince George à la Chambre des communes du Canada sous la bannière du Parti conservateur du Canada.

## Biographie
Né en 1968 à Williams Lake en Colombie-Britannique au Canada,, Todd Doherty se présente comme candidat du Parti conservateur du Canada dans la circonscription de Cariboo—Prince George lors des élections fédérales de 2015. Il est élu député à la Chambre des communes avec 36,6 % des voix et une majorité de 2 767 voix.
Il est réélu en 2019 avec 52,8 % des voix et en 2021 avec 50,6 % des voix.